# Jan Tarło (chorąży lwowski)
Jan Tarło herbu Topór (?–1572) – polski magnat, polski rycerz, chorąży lwowski.

## Życiorys
Urodził się w rodzinie Andrzeja Tarły. Jego matką była Katarzyna Mnichowska. Poślubił Katarzynę Herburt-Odnowską i po jej śmierci Reginę z Malczyc (zm. po 1555), z którą miał dzieci. 
Jego synami byli Stanisław Tarło, Zygmunt Scypion Tarło, Mikołaj Tarło, córkami Katarzyna Tarło i Jadwiga Sieniawska z d. Tarło (żona Hieronima Jarosza Sieniawskiego) – kasztelana kamienieckiego.